# Lovets (distrikt i Sjumen)
Lovets (bulgariska: Ловец) är ett distrikt i Bulgarien.   Det ligger i kommunen Obsjtina Vărbitsa och regionen Sjumen, i den östra delen av landet, 280 km öster om huvudstaden Sofia.
Trakten runt Lovets består till största delen av jordbruksmark. Runt Lovets är det ganska glesbefolkat, med 22 invånare per kvadratkilometer.